# Screaming Dead

Screaming Dead es una banda inglesa de deathrock y horror punk de Cheltenham formada en 1980. Lanzaron varios sencillos y EPs con éxito en las listas independientes, antes de separarse en 1985. Se reformaron en 1997; se disolvió de nuevo en 1999; y reformado en 2014.
El nombre de la banda proviene del título en inglés de Drácula contra Frankenstein , la película de terror de 1972 dirigida por Jesús Franco. Fue formada por el guitarrista Tony McCormack, el vocalista Simon Bignall, el bajista Mal Page y el baterista Mark Ogilvie. Hicieron su primera cinta con un lanzamiento más formal, el casete "Children of the Boneyard Stones", que venía con una insignia y una copia del propio fanzine de la banda, Warcry. Luego autofinanciaron su lanzamiento de vinilo debut, el sencillo "Valley of the Dead" lanzado inicialmente en su propio sello Skull Records, pero cuando se agotó su primera edición en una semana fue recogido por No Future Records. El siguiente lanzamiento de la banda, el sencillo "Night Creatures" de 12 pulgadas, los vio irrumpir en la lista de Indie del Reino Unido , alcanzando el número 22 en septiembre de 1983. Aunque la banda a veces fue etiquetada como gótica , la etiqueta fue rechazada por Bignall , quien en una entrevista póstuma afirmó. 

"Screaming Dead éramos una banda de punk rock, ¡de eso no hay duda! Teníamos un poco de interés en el tema de terror y así fue como decidimos presentarnos"

Para su próximo lanzamiento, la banda grabó Paint It Black  un cover de The Rolling Stones que también fue un éxito independiente, y se grabó como una especie de tributo a Brian Jones, que está enterrado en su ciudad natal de Cheltenham.

## Discografía

### Álbumes
- Children of the Boneyard Stones (1982)
- Bring Out Yer Dead (1993)
- Death Rides Out (1997)

### Sencillos y EPs
- Valley of the Dead (1982)
- Night Creatures (1983)
- Paint It Black (1984)
- The Danse Macabre Collection (1984)
- "A Dream of Yesterday" (1985)